# Heist-Goor
Heist-Goor is een kerkdorp in de fusiegemeente en gelijknamige deelgemeente Heist-op-den-Berg, in het zuiden van de provincie Antwerpen in de Zuiderkempen. Het wordt uitsluitend zo genoemd door de (gemeentelijke) overheid. De plaatselijke bevolking en de officiële topografische kaart van het NGI noemen het kortweg 'Goor' ('t Goeër in het Goors dialect). Het bestaat uit twee gehuchten: 't Goor is het huidige dorpscentrum met de kerk, Achterheide is de historische dorpskern.

## Toponymie
'Goor' verwijst naar drassig laagland, een moeras. Omstreeks 1750 strekte de 1000 ha grote Goorheide zich uit van het huidige Heist-Goor tot Bruggeneinde, waar het nog amper 2 ha groot natuurgebiedje 'de Goren' het laatste restant vormt van dit immense gebied. In de loop der tijd werd de Goorheide vrijwel volledig drooggelegd en ontgonnen. Toponiemen als 'Verdronken-Vors' ten zuidwesten van de dorpskern en 'Kwadeplas' ten oosten van het dorp, herinneren nog aan de oorspronkelijke geografie.

## Geschiedenis
Het is aannemelijk dat het grondgebied van Heist-Goor reeds vanaf de prehistorie regelmatig bezocht werd door mensen, maar bij gebrek aan archeologisch onderzoek ontbreken daarvoor nog harde wetenschappelijke bewijzen. Het is wel mogelijk dat er te Kwadenplas door de lokale bevolking ooit een urnenveld van de urnenveldencultuur (1100-600 v.Chr.) is aangetroffen. De huidige Vissersstraat en Vijverstraat heetten voorheen immers Hellestraat en Dodestraat. Dergelijke benamingen gaf men vroeger vaak aan plaatsen waar een urnenveld was aangetroffen.
Bij de eenmaking van de Spaanse Nederlanden omstreeks 1550 was de heerlijkheid Mechelen, waartoe ook de exclave Heist behoorde, de kleinste van de Zeventien Provinciën. De heerlijkheid Heist telde toen zeven 'heerdgangen' of dorpen, waaronder Achterheide. De huidige dorpskern van Heist-Goor bestond nog niet. Op de Kabinetskaart der Oostenrijkse Nederlanden uit 1771-1778 wordt behalve het dorp Achterheide slechts het toponiem Kalfkendoodt vermeldt, met een bewoningskern rond het kruispunt van de huidige Hollandstraat en Heist-Goorstraat, evenals de Gommerijnstraat, de verbindingsweg naar Tremelo. Achterheide en Kalfkendoodt lagen aan de Grote Mechelsebaan, de huidige Mechelbaan en Hollandstraat, een belangrijke handelsweg die Mechelen verbond met Holland. Herbergen boden overnachtingsmogelijkheden aan de handelsreizigers, vaak veehandelaars op weg naar de veemarkt in Mechelen. In de 18de/19de eeuw waren in de regio ook verschillende steenbakkerijen gevestigd. De voormalige kleiwinningsputten (plaatselijk steenputten genoemd) worden thans gebruikt als visvijvers. Zowel te Achterheide als te Kalfkendoodt/Calfken-Doodt werd in 1796 een korenwindmolen gebouwd om graan te malen.
In 1873 werd Heist-Goor op initiatief van Jacob-Ferdinand Mellaerts een zelfstandige parochie. Voorheen gingen de bewoners telkens via de Misweg naar de kerk van Heist-Centrum. Pas met de bouw van de Sint-Alfonsiuskerk verschoof het dorpscentrum van Achterheide naar 't Goor. Het groeide uit tot een typisch straatgehucht met enkele winkels. Pastoor Mellaerts richtte hier in 1887 een boerengilde op, de voorloper van de latere Belgische Boerenbond. Tot halverwege de 20ste eeuw bleef de landbouw de belangrijkste economische activiteit. In 1891 werd de steenweg voltooid die Heist-Goor met Heist-Centrum verbindt. Aan het kruispunt met de Liersesteenweg werd hier in 1925 stoommelkerij Sint-Jozef opgericht, die in de jaren '80 failliet ging en in 2008 werd afgebroken.
Aan het begin van de Tweede Wereldoorlog, op 12 mei 1940, werden in Heist-Goor 4000 Belgische soldaten gehuisvest die instonden voor de verdediging van de Grote Nete, waarvan ze alle bruggen hadden opgeblazen om de Duitse opmars te stoppen. Duitse bommenwerpers vlogen over en bombardeerden o.a. Heidelo ten noordoosten van Heist-Goor. Dezelfde dag nog trokken de Belgische soldaten zich terug achter de IJzeren Muur. De volgende dagen probeerden ook veel Gorenaars achter de IJzeren Muur te vluchten, maar op 14 mei sloten de laatste toegangspoorten. Op 15 mei verscheen de Duitse voorhoede op 't Goor. Heel de streek werd toen zwaar gebombardeerd door de Belgische artillerie. Van 17 tot 20 mei overnachtten 50 Duitse soldaten in de school. Op 27 mei heropende de lagere school en waren de meeste Gorenaars terug naar huis gekeerd, hoewel zowat een vijfde van de bevolking nog op de vlucht was. Tijdens de Duitse aftocht in 1944 hielden op 3 september 70 Duitse soldaten halt in Heist-Goor. Op 4 september passeerden de hele dag terugtrekkende Duitse soldaten die her en der karren, paarden en fietsen opeisten. 's Nachts werden de laatste vijf soldaten gevangen genomen door het verzet. Op 5 september wapperde opnieuw de Belgische vlag op de kerktoren en reden enkele Engelse tanks over de Liersesteenweg richting Aarschot. Vanaf oktober vlogen er regelmatig Duitse 'vliegende bommen' over Heist-Goor richting Antwerpen. In de streek werd her en der luchtafweergeschut opgesteld. Tot 1 februari 1945 ontploften daardoor 6 'vliegende bommen' in Heist-Goor (Trommelstraat, Pluishoek, Grote Braamstraat, Mechelbaan, Achterheide en Goorlei), waarbij verscheidene dodelijke slachtoffers vielen, heel wat gewonden en ook veel materiële schade.
In 1974 ontstond ten noorden van Achterheide als het ware een derde bewoningskern met de bouw van de Rashoevewijk.

## Geografie

### Topografie
Ten westen van het dorpscentrum van Heist-Goor ligt de oudste bewoningskern Achterheide en ten noordoosten daarvan de Rashoevewijk. Aansluitend bij het noordoosten van het centrum van Heist-Goor was de locatie van het historische gehucht Kalfkendoodt. Onmiddellijk ten zuidoosten van het centrum bevindt zich het toponiem Pluishoek en wat verder in dezelfde richting, in de omgeving van de Liersesteenweg, de Kwadenplas met de Visvijvers (kleiputten van voormalige steenbakkerijen). Ten zuiden van het dorp bevindt zich het toponiem Verdronken-Vors. Ten zuiden van Achterheide en ten zuidwesten van 't Goor, richting Schriek bevindt zich het toponiem Hoeksken. Ten westen en ten noordwesten van Achterheide liggen eveneens kleiputten en het toponiem Munksbossen. Kwadenplas, Verdronken-Vors en de Munksbossen zijn drassige gebieden met weilanden.

### Hydrografie
Heist-Goor ligt in het stroomgebied van de Schelde, maar op de waterscheiding van de Nete en de Dijle. De Rashoevebeek, de Kwadeplasloop en de Raambeek stromen naar de Grote Nete. De Kerkloop of Kleinbeek, de Scheiloop, de Weutjensloop/Wuitjesloop, de Schransloop, de Gemeen/Gemein Goorloop en de Minksebeek/Minsebeek behoren tot het deelstroomgebied van de Dijle. De Rashoevewijk, de Kwadeplas en de Pluishoek liggen dus in het Netebekken, de rest van Heist-Goor, waaronder de woonkernen 't Goor en Achterheide, liggen in het Dijlebekken.

### Menselijke geografie
Heist-Goor ligt in deelgemeente Heist-op-den-Berg. Het is geen klassiek kerkdorp ontstaan rond een kerk. Op de Ferrariskaart uit 1771-1778 valt op dat het gebied gekenmerkt werd door verspreide landelijke bewoning. De historische bewoningskern Achterheide bevindt zich ongeveer 2 km ten oosten van het huidige dorpscentrum. Het is nog steeds een landelijk gebied met afwisselend oude hoeves en velden en weiden. Buiten een kleuterschool zijn er nauwelijks andere voorzieningen of handelszaken, daarvoor zijn de bewoners aangewezen op het dorpscentrum.
Het centrum van Heist-Goor ontwikkelde zich rond de kerk. Het is de enige straat met gesloten bebouwing. Huizen wisselen er af met typische dorpswinkels en voorzieningen als bakkers, een beenhouwer, een bloemenwinkel, een kledingswinkel, een kapper, een schoonheidssalon, een bank, een reisbureau, cafés en een frituur, grotere handelszaken zoals een supermarkt, een interieurzaak en een zwembad. Verder zijn er twee basisscholen en een parochiezaal. Ten gevolge van schaalvergroting is er qua voorzieningen sinds de jaren 1980 een achteruitgang merkbaar. Toen was er nog een cinema en waren er verschillende dancings. Sinds de jaren 1990 sloten verschillende banken, bakkers en andere handelszaken hun deuren en verdwenen ook de lokale afdelingen van de openbare bibliotheek en muziekschool.
Buiten de twee kernen Achterheide en Goor, vormt de rest van het grondgebied evenmin een aaneengesloten open ruimte. Langs de hoofdwegen is er lintbebouwing. Daarachter is de groene open ruimte wel grotendeels bewaard gebleven. Verder zijn er nog heel wat smalle landelijke wegen met meer verspreide bebouwing tussen landbouwgronden. De meeste woningen in Heist-Goor beschikken dan ook over een tuin die aan de achterzijde aan landbouwgebied grenst. De open ruimte bestaat wel quasi-volledig uit private landbouwgronden. Er zijn geen openbare natuurgebieden. Het enige openbaar park(je) is de voormalige pastorietuin in de Pastoor Mellaertsstraat.
Atypisch voor Heist-Goor is de Rashoevewijk, die in 1974 ten noorden van Achterheide werd opgetrokken. Het geometrisch stratenpatroon en de identieke huizen verraden een planmatig aangelegde woonwijk. Op enkele kleine winkeltjes na, zijn de bewoners volledig aangewezen op het centrum van Heist-Goor.
De gewestweg Lier-Aarschot en de spoorlijn Antwerpen-Aarschot doorsnijden Heist-op-den-Berg via een NW-ZO-as en creëren samen met het Heistse Industriepark tussen beide verkeersassen in zowel een fysieke als een psychologische barrière tussen Heist-Goor en het amper 4 km ten noorden daarvan gelegen Heist-Centrum.

## Demografie
Heist-Goor, een dorp binnen deelgemeente Heist-op-den-Berg, telt meer inwoners (4580) dan de volwaardige Heistste deelgemeenten en dus voormalige autonome gemeenten Hallaar en Wiekevorst. In 1854 had Heist-Goor 304 huizen en 1410 inwoners. Bij de oprichting van de zelfstandige parochie Sint-Alfons in 1873, telde de parochie 339 huizen en 1680 inwoners. Honderd jaar later, in 1973, waren er 870 huizen en 2900 inwoners. In 1983 was dit reeds aangegroeid tot 1050 huizen en 3100 inwoners.

## Bezienswaardigheden

### Burgerlijk erfgoed

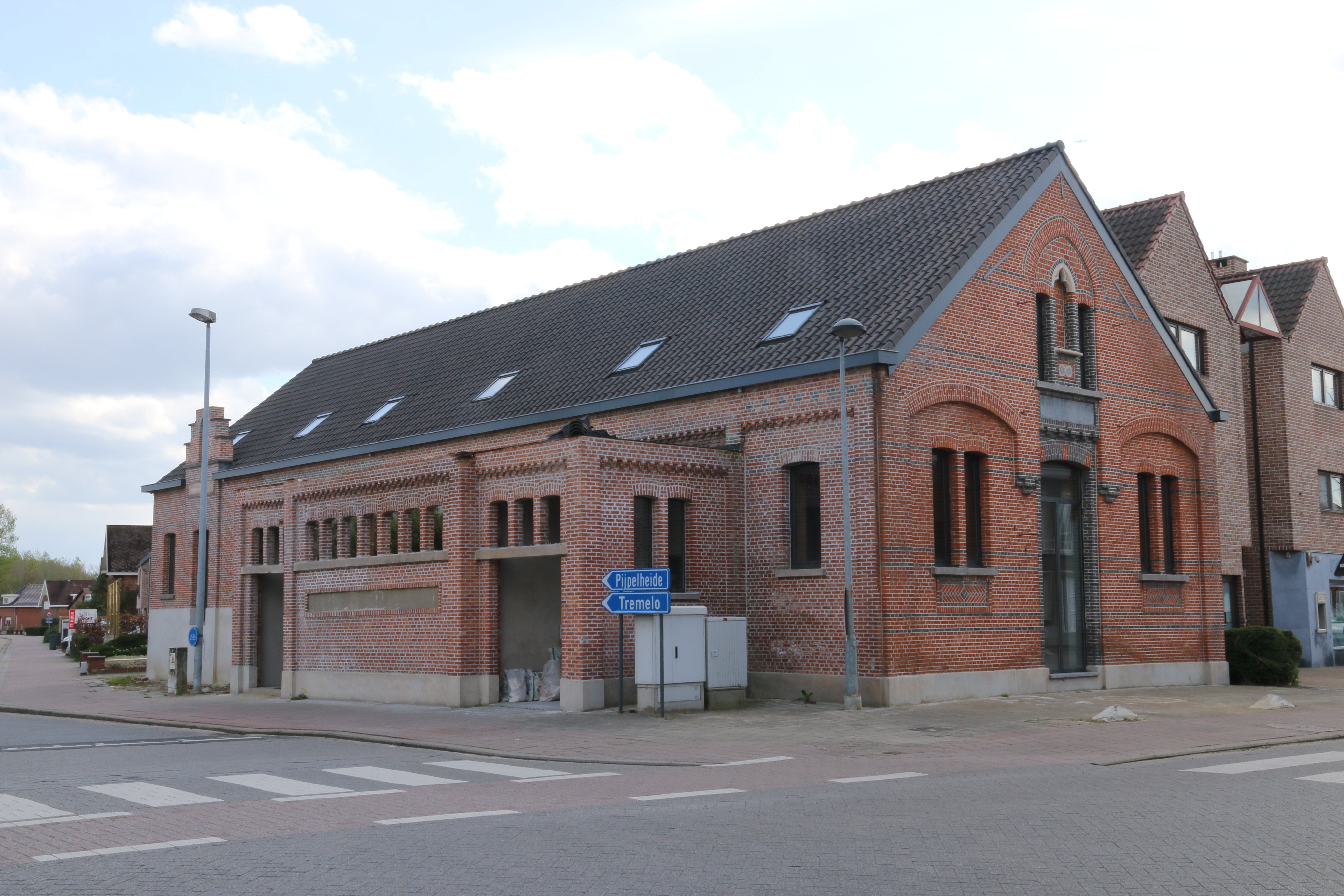
Het Gildehuis, de voormalige Sint-Bernardusmelkerij

- 'Zaal Ter Molen' is de parochiezaal van Heist-Goor en bevindt zich in de Pastoor Mellaertsstraat. Deze zaal is de voormalige bioscoopzaal van 'Cinema Nova' uit 1931. Van 1796 tot 1882 stond hier de Molen van Calfken-Doodt, vandaar de benaming van de parochiezaal.[13]
- Het 'Gildehuis' op de hoek van de Pastoor Mellaertsstraat en de Mechelaars is het gebouw van de voormalige coöperatieve Sint-Bernardusmelkerij. Die werd in 1897 opgericht door de parochiale boerengilde, de voorloper van de latere Belgische Boerenbond. Het is een bakstenen diephuis met puntgevel.[21] In de tweede helft van de 20ste eeuw deed het dienst als parochiezaal.
- De 'Meisjesschool' met bijbehorende onderwijzerswoning in de Pastoor Mellaertsstraat tegenover de kerk werd opgericht in 1879. Later werd in het gebouw Vrije Basisschool 't Goor gevestigd.[22]
- 'In de Kroon' is een voormalige brouwerij aan de Hollandstraat. Het is het geboortehuis van Frans Coeckelbergs.[23]
- Hoeve 'Oude Waran' in de Minksbossenstraat werd gebouwd in 1771.[24]
- De 'Schaliehoeve' in de Schaliehoevestraat is een 18de-eeuwse hoeve die vroeger omgracht was.[25]
- In de 'Mollehoef', een hoeve in de Mollehoefweg, bevindt zich een oude bakoven.[26]

### Religieus erfgoed

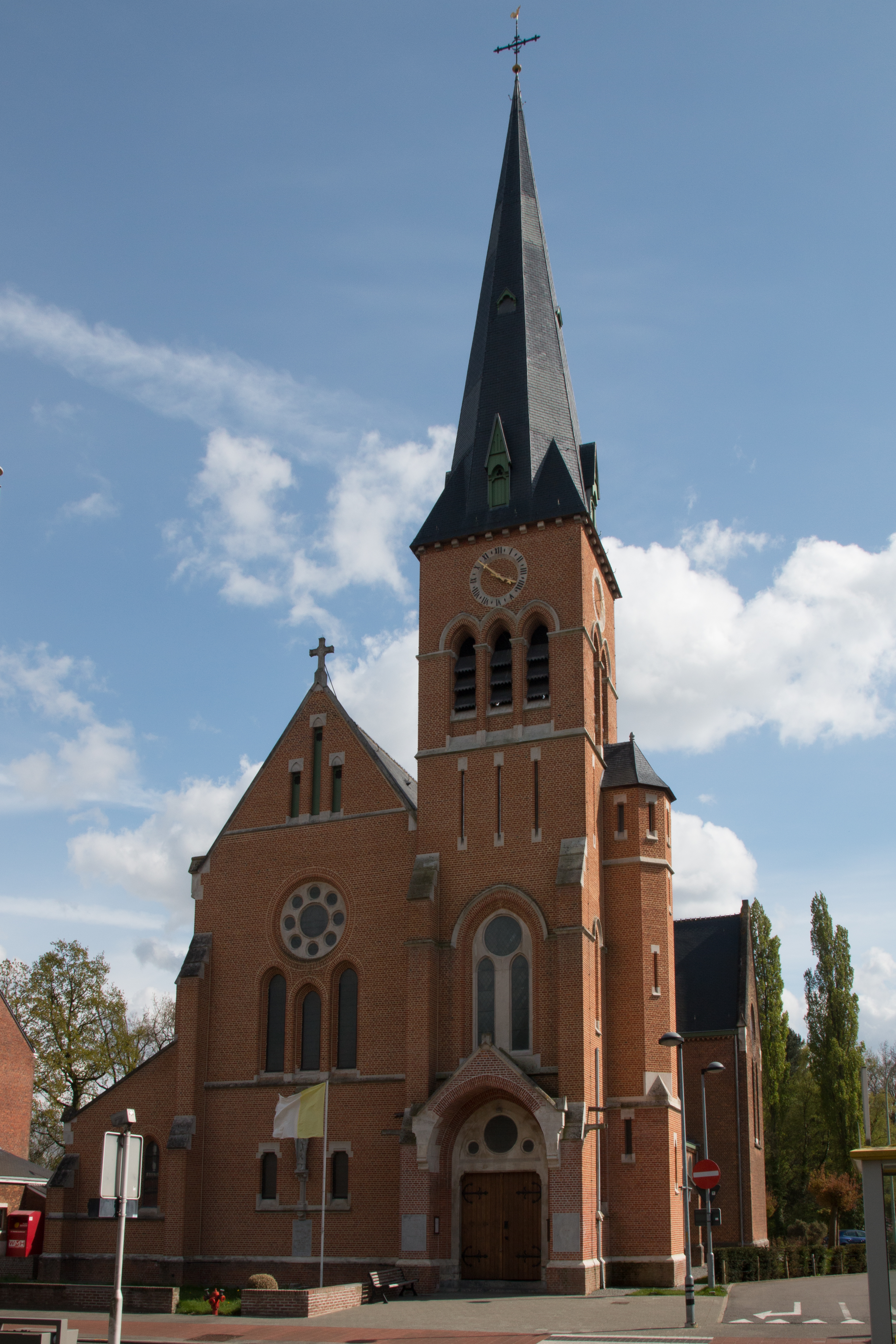
Parochiekerk Sint-Alfonsius de Liguori

- De Sint-Alfonsius de Liguorikerk staat in de Pastoor Mellaertsstraat. Pastoor Jacob-Ferdinand Mellaerts was in 1873 oprichter en eerste pastoor van de parochie genoemd naar Alfonsus van Liguori en bouwheer van de kerk (1877-1879). Het is een neogotische kruisbasiliek gebouwd in baksteen afkomstig van de steenbakkerijen op de Kwadeplas.[27] De kerk heeft twee klokken: de lichtere Sint-Alfonsklok weegt 850 kg en de zwaardere Sint-Franciscusklok weegt 1600 kg. De huidige klokken dateren uit 1948. De oorspronkelijke klokken werden op 3 september 1943 en 21 januari 1944 op bevel van de Duitse bezetter weggehaald en naar de Antwerpse haven getransporteerd.[8]
- De 'pastorie Sint-Alfonsius de Liguori' bevindt zich naast de kerk. Het is een vrijstaand bakstenen dubbelhuis met een ommuurde voortuin dat gelijktijdig met de kerk werd gebouwd. De voormalige pastorietuin met vijver is thans een openbaar wandelpark.[28]
- De kapel 'Onze-Lieve-Vrouw van Hal' staat op de hoek van de Hollandstraat en Masheikedreef. De bakstenen kapel werd in 1894 opgericht.[29] Deze kapel is gewijd aan de zwarte Onze-Lieve-Vrouw van Halle en heette vroeger, naar de bouwer, de Croonenskapel.[8]
- De kapel 'Ik ben de Onbevlekte' bevindt zich in de Lammeneelstraat, nabij de hoek met de Pastoor Mellaertsstraat. De bakstenen kapel werd rond 1900 gebouwd.[30] Ze is gewijd aan Onze-Lieve-Vrouw van Lourdes.[8]
- Een andere kapel bevindt zich in de Grote Braamstraat aan het kruispunt met de Pluishoekstraat. Ook dit is een bakstenen kapel uit het begin van de 20ste eeuw.[31] Ze is toegewijd aan de heilige Dymphna door iemand die een genezing had bekomen.[8]

### Straten
- De Pastoor Mellaertsstraat is de hoofdstraat van Heist-Goor. Het dorp ontwikkelde zich vanaf 1873, toen het een zelfstandige parochie werd, als een typisch straatgehucht rond de kerk.[16] De kerk, de pastorie, de oude meisjesschool, het Gildehuis, parochiezaal Ter Molen en de voormalige molen van Calfken-Doodt zijn hogerop reeds besproken.
- De Hollandstraat was de hoofdstraat voor het ontstaan van de dorpskern Goor. Zowel de oudste bewoningskern Achterheide als het gehucht Kalfkendoodt (in de omgeving van het kruispunt van de Hollandstraat en de Heist-Goorstraat) liggen langs deze weg, wat onder meer te zien is op de Ferrariskaarten[9] uit 1771-1778. De huidige Hollandstraat maakte toen deel uit van de Grote Mechelsebaan, die in de 18de eeuw samen met de Oude Liersebaan de belangrijkste verkeersweg van Heist-op-den-Berg was[17]. In oostelijke richting loopt deze baan verder naar Booischot via de huidige Mechelbaan, in westelijke richting via de huidige Schrieksesteenweg ten zuiden van Putte verder naar Mechelen. Deze baan was een oude Kempense veeweg die Mechelen met Holland verbond[32], wat meteen ook de benaming Hollandstraat verklaart. Langs deze weg lagen verschillende afspanningen, herbergen waar veekoopmannen onderweg naar de veemarkt in Mechelen konden overnachten met hun vee. Zo was er de thans verdwenen afspanning 'In Holland', die eind 19de eeuw uitgebaat werd door de grootvader van Jozef Weyns[33]. Andere afspanningen heetten 'In Amsterdam' en 'In 's Gravenhage'[8]. Bij 'In 's Gravenhage' stond van 1796 tot 1823 de korenwindmolen van Achterheide, die daarom de molen van 's Gravenhage[12] werd genoemd.
- De Heist-Goorstraat, meer bepaald het stuk tussen de Hollandstraat en de Mechelbaan, is de locatie van de voormalige afspanning en herberg Kalfkendoodt, waarnaar omstreeks 1700-1750 de toenmalige woonkern in die omgeving genoemd werd. Er is een legende verbonden aan deze bijzondere naam. Het verhaal gaat dat een klant wat te veel geflirt had met het meisje achter de tapkast en dat diens verloofde daarom 's nachts een doodgeboren kalf in de armen van zijn dronken slapende rivaal had gelegd. Daarna werd de herberg en uiteindelijk de hele buurt Kalfkendoodt genoemd.[8] Ook de reeds vermelde Sint-Jozefmelkerij bevond zich in de Heist-Goorstraat, maar is in 2008 gesloopt.
- De Lange Molenstraat is genoemd naar de Goormolen. Dit is de molen van Calfken-Doodt die tot 1882 in de Pastoor Mellaertsstraat stond, maar na de bouw van de kerk noodgedwongen verplaatst moest worden omdat de kerk de wind wegnam. In 1942 werd deze korenwindmolen gesloopt.[34]

## Cultuur

### Dialect
De spreektaal in Heist-Goor is het Goors, een Zuiderkempens, Kempens, Brabants, Nederlands dialect, en net als het ((Standaard)nederlands een West-Germaanse taal.
In principe had vroeger zowat elk dorp zijn eigen dialect, maar de verschillen tussen dicht bij elkaar gelegen dorpen waren over het algemeen niet zo groot. Binnen Heist waren de verschillen tussen de dorpen onderling dus ook eerder beperkt. In de huidige spreektaal zijn die verschillen zelfs bijna helemaal verdwenen, zodat we thans van een algemeen Heists dialect kunnen spreken.
Een opvallend kenmerk van het Goorse dialect is de systematische ontronding. Dit is nog steeds te horen bij de vooroorlogse generatie, maar verdwenen bij de latere generaties. Deze ontronding komt ook voor in het Schrieks, Booischots en ook het Hulshouts, maar niet in het noorden van Heist, wel ten zuiden daarvan tot in Leuven.
- ie i.p.v. uu (oe), bv. oude uitspraak grien - huidige uitspraak gruun - standaardtaal groen
- ie i.p.v. uu (uu), bv. oude uitspraak zier - huidige uitspraak en standaardtaal zuur
- i i.p.v. u (oe), bv. oude uitspraak zikt - huidige uitspraak zukt - standaardtaal zoekt
- i i.p.v. u (u), bv. oude uitspraak mig - huidige uitspraak en standaardtaal mug
- ee i.p.v. eu (eu), bv. oude uitspraak dee - huidige uitspraak en standaardtaal deur
- ee i.p.v. eu (oo), bv. oude uitspraak meele - huidige uitspraak meule - standaardtaal molen
- è i.p.v. ö (o), bv. oude uitspraak vès - huidige uitspraak vös - standaardtaal (kik)vors
- è i.p.v. ö (ui), bv. oude uitspraak lèstere - huidige uitspraak löstere - standaardtaal luisteren
- è i.p.v. ö (eu), bv. oude uitspraak dèrreke - huidige uitspraak dörreke - standaardtaal deurtje

Erg typisch voor de Heistse dialecten is ook in bepaalde gevallen de breking of diftongering van lange klanken tot tweeklanken die met een 'j' beginnen.
- jei i.p.v. aa, bv. oude en huidige uitspraak pjeid - standaardtaal paard
- jè i.p.v. aa, bv. oude en huidige uitspraak pjèkke - standaardtaal paardje
- jè i.p.v. ee, bv. oude uitspraak stjènke - huidige uitspraak stiëneke/stiëntje - standaardtaal steentje
- jo i.p.v. ee, bv. oude uitspraak mjoster - huidige uitspraak miëster - standaardtaal meester
- jo i.p.v. oo, bv. oude uitspraak joppeke - huidige uitspraak höppeke/hoeëpeke - standaardtaal hoopje

Een bekende dialectzin is:
Ziet die jolleke bjost mojjenoks bèrrevits in z'n klone dee de bèmme schèsse!
In de standaardtaal: Zie die lelijkaard naakt blootsvoets in z'n klompen door de beemden lopen!

### Theater
- Theatergezelschap 'De Goorse Molenwiek' voert sinds 1992 jaarlijks een toneelstuk op in parochiezaal Ter Molen. De opbrengst is telkens ten voordele van het onderhoud van de parochiezaal.[37]

### Muziek
- Koninklijke Fanfare 'De Goorse Bloesem' werd opgericht in 1931 naar aanleiding van de bouw van 'Cinema Nova' en is dus een relatief jonge Fanfare.[38]

### Uitgaansleven
- Café 't Wit Paard ('t Pjeid genoemd door de stamgasten) is een van de beruchtste plaatsen op 't Goor, gelegen in de Pastoor Mellaertsstraat. In 1938 werd een toenmalige paardenstal omgetoverd tot een café. Het laatste paard in de stal was een wit paard, vandaar de naam. Al vroeg bouwde het de reputatie op van een alternatievere plaats dan een doordeweeks dorpscafé. In de jaren '80, '90 en '00 was het bovendien ook het clubhuis van een motorclub en dus een ontmoetingsplaats voor bikers. De bikerinvloed is stilaan verdwenen, maar hardrock en live bands vormen nog steeds de rode draad in een ondertussen door een breder, maar nog steeds alternatief publiek bezochte kroeg.[18]
- Café NOVA is een typisch dorpscafé in de Pastoor-Mellaertsstraat, schuin tegenover de kerk gelegen en vlak voor parochiezaal Ter Molen. Deze laatste is de voormalige bioscoopzaal van Cinema Nova. De naam 'Cinema NOVA' prijkt daarom nog steeds tegen de zijgevel van het café.

### Evenementen
- 'Goor markt' is een jaarmarkt die plaatsvindt op de 3de zondag voor Pasen. In de voormiddag is het markt in de Pastoor Mellaertsstraat. In de namiddag is er voor de kinderen een kermis. De kermiskramen staan opgesteld op en rond het plein naast de kerk in de Pastoor Mellaertsstraat.
- 'Goor kermis' vindt jaarlijks plaats op de tweede zondag van oktober, gevolgd door de 'nakermis' op de derde zondag van oktober. De kermiskramen staan opgesteld op en rond het plein naast de kerk.
- De Vorsfeesten waren van 2009 tot 2018 een jaarlijks festival in het eerste weekend van augustus. Op een privéterrein in de Trommelstraat te Verdronken-Vors vond dan een kubbtoernooi plaats, gevolgd door een rockfestival.[39]

## Onderwijs

### Basisonderwijs
Heist-Goor telt twee basisscholen voor kleuter- en lager onderwijs:
- 'Vrije Basisschool 't Goor & 't Goortje' behoort tot het Katholiek Onderwijs Vlaanderen. In de Pastoor Mellaertsstraat bevindt zich 't Goor (kleuterschool en basisschool), in de 's Gravenhagenstraat in het Goorse gehucht Achterheide bevindt zich 't Goortje (kleuterschool).
- 'Leefschool Pluishoek' in de Pluishoekstraat behoort tot het GO! onderwijs van de Vlaamse Gemeenschap.

De dichtstbijzijnde middelbare scholen zijn het Heilig-Hartcollege te Heist-Station en het GO! Atheneum Heist en het Sint-Lambertusinstituut in Heist-Centrum.

## Sport
- Openbaar zwembad Ter Bos bevindt zich in de Bosweg. Het beschikt over een instructiezwembad van 12,5 m lengte en een ondiep kinderbad.
- FC Heist-Goor is een amateurvoetbalclub gevestigd in de Schaliehoevestraat. De club is in 2008 ontstaan uit de fusie van de Goorse clubs Heist 04 en SV Goor.

## Bekende Gorenaars

### Afkomstig van Heist-Goor
- Frans Coeckelbergs (1859-1918), schrijver van verhalen die zich afspelen in de 19de-eeuwse Zuiderkempen
- Jozef Weyns (1913-1974), heemkundige en oprichter (1953) en eerste conservator van openluchtmuseum Bokrijk
- René Patteet (1934-2020), schrijver van boeken over de geschiedenis en het dialect van Heist
- Ann Vervoort (1977-2010), frontvrouw en danseres van dance-act Milk Inc. (1997-2000)

### Inwoners van Heist-Goor
- Jacob-Ferdinand Mellaerts (1845-1925), oprichter (1873) en eerste pastoor van de parochie Heist-Goor en oprichter (1890) van de Belgische Boerenbond

## Nabijgelegen kernen
Booischot, Zonderschot, Heist-op-den-Berg, Schriek, Pijpelheide